# Davide Ballardini
Davide Ballardini (* 6. ledna 1964, Ravenna, Itálie) je italský fotbalový trenér a bývalý fotbalový záložník.

## Trenérské úspěchy

### Klubové
- vítěz italského superpoháru (1x)

Lazio: 2009